# Directoraat-generaal Luchtvaart
Het Directoraat-generaal Luchtvaart (DGLV) is een onderdeel van de FOD Mobiliteit en Vervoer en is verantwoordelijk voor de regelgeving en afgifte van het Air operator's certificate voor burgerluchtvaart in België.

## Voorgeschiedenis
De luchtvaart viel na de Eerste Wereldoorlog eerst onder het Ministerie van Landsverdediging, maar bij koninklijk besluit van 26 augustus 1925 werd de burgerluchtvaart overgeheveld naar het Ministerie van Spoorwegen, Posterijen en Telegrafen dat later dat jaar ook een nieuwe naam kreeg: Ministerie van Spoorwegen, Posterijen en Telegrafen, Telefonen en Luchtvaart. Na de Tweede Wereldoorlog bestond er binnen het Ministerie van Verkeerswezen een afzonderlijk Bestuur van de luchtvaart. Na de derde staatshervorming ging dit onderdeel over naar het met ingang van 1 juli 1990 nieuw gevormde Ministerie van Verkeer en Infrastructuur.

## Instelling van het huidige directoraat-generaal
Bij de hervorming van de Belgische nationale overheid rond de eeuwwisseling werd op 20 november 2001 bij koninklijk besluit de Federale Overheidsdienst Mobiliteit en Vervoer opgericht als opvolger van het Ministerie van Verkeer en Infrastructuur. Hierbinnen is het DGLV een van de vier directoraten-generaal. Het moet zorgen voor de veilige, geordende en duurzame ontwikkeling van de burgerluchtvaart in België. Naast het voortdurend verbeteren van de luchtvaartveiligheid is het ook gericht op het economisch versterken van de Belgische luchtvaartsector.